# Myアセット
株式会社Myアセット（マイアセット、My Asset Corporation）は、千葉県松戸市小根本に本社を置く不動産会社である。2008年より「住まい創りから資産創りへ」をキャッチコピーに株式会社大成住販から社名変更。

## 概要
旧大成住販時代は、松戸市・柏市・流山市や常磐線沿線を中心に建売販売を行っていた。最近は収益物件なども手がけ2008年より現社名（Myアセット）に変更し、住まい創りから資産創りまで行う総合不動産会社になった。

## 沿革
- 1988年
  - 7月 - 株式会社大成住販設立 資本金1,850万円。
  - 8月 - 宅建免許取得。
- 1990年6月 - 建設業許可取得。
- 1993年2月 - 株式会社ハウスポート西洋（現：みずほ不動産販売株式会社に営業譲渡）と業務提携。
- 1997年7月 - 資本金を3,000万円へ増資。
- 2000年11月 - 資本金を5,000万円へ増資。
- 2002年2月 - 二級建築士事務所登録。
- 2004年12月 - 葛飾区に営業所を開設して宅建業国土交通大臣免許を取得。
- 2006年
  - 4月 - 不動産投資顧問業者登録。
  - 8月 - 現本社所在地に新社屋が完成。
  - 10月 - 中央区日本橋に日本橋サテライトを開設して営業開始。
- 2007年4月 - トヨタホーム東京株式会社と業務提携。
- 2008年
  - 1月 - 多様化する不動産へのニーズに対応できる会社としての新たなイメージ認知のため、株式会社大成住販を株式会社Myアセットへ社名変更。
  - 8月 - 第二種金融商品取引業取得

## ブランド
- e-sumai 建売住宅
- e-daiku 注文建築
- アセナビ！ 不動産投資